# 豊岡市立図書館
豊岡市立図書館（とよおかしりつとしょかん）は、兵庫県豊岡市京町にある公共図書館。同市内の本館、城崎分館、竹野分館、日高分館、出石分館、但東分館から成る。全館の蔵書数は、385,566冊（2019年度）。

## 歴史
2005年4月1日に豊岡市が周辺5町（城崎町・竹野町・日高町・出石町・但東町）と対等合併したことに伴い、旧来の豊岡市立図書館を本館とし、旧5町の図書館を分館することとなった。

### 年表
- 1940年（昭和15年）12月25日 - 豊岡小学校同窓会記念図書館が開館
- 1943年（昭和18年）11月１日 - 豊岡町へ移管、豊岡町立図書館となる
- 1950年（昭和25年）  4月1日 - 豊岡市制移行により、豊岡市立図書館と改称
- 1971年（昭和46年）10月1日 - 豊岡市立市民会館の完成に伴い、豊岡市民会館の3階に移転
- 1999年（平成11年）4月 - 豊岡市立図書館は、現在地の豊岡市京町5番28号に新築移転
- 2005年（平成17年）4月1日 - 1市5町（豊岡市・城崎郡城崎町・竹野町・日高町・出石町・但東町）が合併、城崎分館、竹野分館、日高分館、出石分館、但東分館が設置される
- 2005年（平成17年）8月 - 豊岡市図書施設整備・ネットワーク基本計画の策定[3]
- 2005年（平成17年）12月20日 - 但東地域公民館図書室の図書施設ネットワーク統合が完了、日本・モンゴル博物館との間で市立図書館の本の貸し借りが可能となる[4]
- 2006年（平成18年）3月 - 出石地域公民館図書室の図書施設ネットワーク統合が完了
- 2006年（平成18年）4月 - 各地域公民館の図書室を豊岡市立図書館の分館とする条例を改正[5]
- 2006年（平成18年）7月 - 日高分館の図書施設ネットワーク統合が完了
- 2006年（平成18年）10月27日 - 竹野分館の図書施設ネットワーク統合が完了、移転新装オープン
- 2007年（平成19年）11月6日 - 城崎分館の図書施設ネットワーク統合・改築が完了、城崎総合支所2階にオープン[6]
- 2010年（平成22年）10月27日 - 出石庁舎1階に出石分館として移転開館
- 2017年（平成29年）2月 - 豊岡市図書館未来プランを策定[7]
- 2018年（平成30年）7月14日 - 図書館本館をリニューアル（談話スペース「いこいの間」、AVブースの移転整備、録音室の遮音壁整備、映像機器の更新、防火シャッターの安全装置設置）、整備事業費用は、5,483万円[8]

## 各館

### 本館
豊岡藩陣屋跡、後の豊岡県庁跡に建てられており、旧豊岡県庁正門が図書館の正門となっている。
- 住所：〒668-0042 兵庫県豊岡市京町5番28号
- 開設年月：1998年（平成10年）12月18日[1]
- 鉄筋コンクリート造：地上3階、地下1階
- 延べ床面積：2,901.12m2
- 駐車台数：31台
- 利用者数：104,596人（2023年度）
- 蔵書数：213,616冊（2023年度）
- 貸出数：234,244冊（2023年度）
- JR西日本・京都丹後鉄道 豊岡駅から南東へ約700m。

### 城崎分館
2007年11月6日、城崎庁舎2階に城崎分館として移転開館した。城崎子育てセンター、城崎地区公民館、城崎市民センターとの複合施設。
- 住所：〒669-6195 豊岡市城崎町桃島1057-1（城崎庁舎2階）
- 開設年月：2003年（平成15年）12月10日
- 鉄骨鉄筋コンクリート造：地上3階
- 延べ床面積：266.27m2
- 利用者数：8,049人（2023年度）
- 蔵書数：26,918冊（2023年度）
- 貸出数：19,519冊（2023年度）
- バス停、市役所城崎庁舎から徒歩約5分

### 竹野分館
2006年10月27日、竹野庁舎3階に竹野分館として移転開館した。竹野地区公民館との複合施設。
- 住所：〒669-6292 兵庫県豊岡市竹野町竹野1585-1 （竹野庁舎3階）
- 開設年月：2001年（平成13年）3月26日
- 鉄骨鉄筋コンクリート造：地上3階
- 延べ床面積：362.76m2
- 利用者数：7,350人（2023年度）
- 蔵書数：30,971冊（2023年度）
- 貸出数：19,308冊（2023年度）
- JR西日本山陰本線 竹野駅から徒歩約100メートル

### 日高分館
2009年7月22日、日高庁舎1階に日高分館として移転開館した。日高子育てセンターとの複合施設。
- 住所：〒669-5391 兵庫県豊岡市日高町祢布920（日高庁舎 ）
- 開設年月：1981年（昭和56年）10月30日
- 鉄骨鉄筋コンクリート造：地上4階、地下1階
- 延べ床面積：478.00m2
- 利用者数：26,291人（2023年度）
- 蔵書数：47,655冊（2023年度）
- 貸出数：56,965冊（2023年度）
- JR西日本山陰本線 江原駅から徒歩約10分

### 出石分館
2010年10月27日、出石庁舎1階に出石分館として移転開館した。出石子育てセンター、弘道地区公民館との複合施設。
- 住所：〒668-0292 兵庫県豊岡市出石町内町1（出石庁舎）
- 開設年月：1993年（平成5年）2月20日
- 鉄骨鉄筋コンクリート造：地上3階
- 延べ床面積：425.16m2
- 利用者数：15,244人（2023年度）
- 蔵書数：44,004冊（2023年度）
- 貸出数：35,569冊（2023年度）
- バス停、城下町出石から徒歩約5分

### 但東分館
2006年（平成18年）4月1日、但東庁舎1階にて但東分館と改称。但東子育てセンター、合橋地区公民館、但東市民センター、東井義雄記念館との複合施設。 
- 住所：〒668-0393 兵庫県豊岡市但東町出合150（但東庁舎）
- 開設年月：1994年（平成6年）7月15日
- 鉄骨鉄筋コンクリート造：地上3階
- 延べ床面積：226.18m2
- 利用者数：6,882人（2023年度）
- 蔵書数：34,788冊（2023年度）
- 貸出数：17,822冊（2023年度）
- バス停、出合から徒歩約5分

## サービス

### 開館時間

#### 本館
- 日・月・水・木曜日：10時から18時
- 金・土曜日：10時から19時

#### 各分館
- 日・月・水・木・金・土曜日：10時から18時

### 休館日
- 毎週火曜日
- 国民の祝日（月曜日が振替休日に当たる場合は除く）
- 月末図書整理日
- 年末年始（12月28日から翌年1月4日）
- 特別図書整理期間

分館も同様

### 利用者登録
利用者登録の条件は以下の通り。豊岡市内居住者、勤務先、通学先が市内の者、豊岡市内の読書グループなどの団体、養父市・香美町・京丹後市の図書館に既に利用者登録を行っている者。 その他、館長に特別許可を申請し、認められた者。

### 他自治体図書館との相互利用
豊岡市立図書館に利用者登録をしている者は、養父市公民館図書室（大屋市民センター、八鹿公民館、養父公民館、関宮公民館）・香美町立香住区中央公民館図書室・京丹後市立図書館も利用できる。逆に、相互利用提携先の各図書館登録者も豊岡市立図書館を利用できる。

## 周辺

### 本館
- 神武山公園
- 神戸地方裁判所豊岡支部
- 法務合同庁舎
- 豊岡市立豊岡小学校
- 豊岡京町郵便局